# Le Châtelain de Coucy

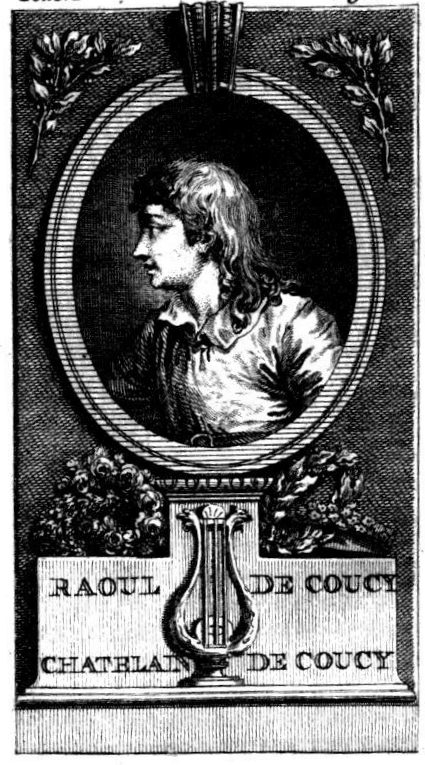
Le Châtelain de Coucy, frontespis till verket Mémoires historiques sur Raoul de Coucy, utgivet av Jean Baptiste de Laborde 1781.

Le Châtelain de Coucy (medeltidsfranska Le Chastelain de Couci, kastellanen av Coucy) var en fransk skald (trouvère) under medeltiden.
Francisque Michel, som 1830 utgav de 24 sånger som tillskrivs honom, med en inledning av François-Louis Perne, identifierar honom med Gui de Coucy, död 1203. Han har av en författare, känd som Jakémes, gjorts till hjälte i en roman på vers från slutet av 1200-talet, vilken handlar om hans kärleksförhållande till La dame de Fayel (utgiven av Crapelet 1829). Ämnet är berömt och återfinns i åtskilliga litteraturer: en äkta man, som upptäckt att hans hustru bedrar honom, dödar älskaren och låter den otrogna hustrun förtära hans hjärta. Samma historia berättas exempelvis om den provensalske skalden Cabestaing och återfinns som novell hos Boccaccio (Guiscardo och Ghismonda).